# Пластова продукція свердловин
Пластова продукція, яку видобувають із свердловин складається із нафти, газу, води і різних домішок (пісок, частинки глини і ін.). За хімічним складом нафта і газ – складні сполуки вуглецю і водню, які називають вуглеводнями. Крім того в пластовій продукції в невеликій кількості зустрічаються сірка (або сірководень), азот, кисень, а пластова вода вміщує різні мінеральні солі.
Вуглеводні метан СН4, етан С2Н6, пропан С3Н8, бутан С4Н10 при атмосферному тиску перебувають в газоподібному стані, а пропан – бутанові фракції при тиску вище 1,6 МПа знаходяться в рідкому стані.
Вуглеводні С5Н12 – С17Н38 знаходяться в рідкому стані і входять в склад нафти. Вуглеводні з молекулами С18 і вище відносяться до твердих речовин, це парафіни і церезити.